# 线性构造
线性构造(lineament)为陆地景观中的线状地貌，是一种深层地质结构（如断层）的表现。典型的线性构造将表现为断层线对齐的山谷、一系列断层或褶皱对齐的山丘、笔直的海岸线或这些特征的组合。断裂带、剪切带和岩脉等火成岩侵入体也可以表示为线状结构地貌。 
线性构造通常在地质或地形图中都很明显，在航空或卫星拍摄照片上可能也很显眼。例如在英国有几个示例：苏格兰大峡谷断层和高地边界断层抬升产生的线性构造以及英格兰西部的马尔文线(Malvern Line)和南威尔士的尼思扰动(Neath Disturbance)等也都是如此。
“巨线性构造”一词曾被用来描述大陆范围内的此类特征，圣安德烈亚斯断层的踪迹可被视为一个案例，横贯巴西的线性构造与撒哈拉贯穿带一起构成了地球上可能最长的连贯剪切带，延伸约4000公里。 
在其他行星及其卫星上也发现了线线构造，由于所涉及的地质构造过程不同，它们的起源可能与陆相线性构造完全截然不同。
 